# Стенюи, Робер
Робер Пьер Андре Стенюи (фр. Robert Pierre André Sténuit; 16 июля 1933, Брюссель — 9 декабря 2024) — бельгийский журналист, писатель, подводный археолог. В 1962 году провёл 24 часа на дне Средиземного моря в погружном «цилиндре Линка» (англ. Link Cylinder), разработанном Эдвином Линком, таким образом, став первым в мире акванавтом.

## Биография
Родился в 1933 году в Бельгии. В возрасте 17 лет Стенюи увлёкся спелеотуризмом.
В 1953 году занялся погружениями с аквалангом в подводных пещерах Бельгии. Много лет он провёл за исследованиями пещеры Ан-сюр-Лес . Также он увлекался историей. Прочитав в возрасте 20 лет художественную книгу Гарри Резерберга «600 Milliards Sous les Mers» о затонувших кораблях и погружениях за сокровищами, Стенюи оставил учёбу в Свободном университете Брюсселя, где он изучал политические науки и дипломатию, готовясь к юридической карьере. В 1954 году Стенюи начал розыски сокровищ испанского флота, затонувшего в 1702 году в сражении в бухте Виго. Ему не сопутствовал успех, были найдены только остатки современных кораблей.
Вместе с другим охотником за подводными сокровищами американцем Джоном Поттером Стенюи работал на Атлантическую спасательную компанию (Atlantic Salvage Company) на специально оборудованном корабле Dios Te Guarde. Два года они искали корабли испанского флота.
Стенюи работал водолазом на французскую компанию SOGETRAM (Société Générale de Travaux Maritimes et Fluviaux), но ушёл оттуда, чтобы стать главным водолазом в проекте Линка «Люди в море» (Man in Sea).
6-10 сентября 1962 года Стенюи участвовал в проекте Эдвина Линка «Люди в море», первом эксперименте Линка с подводным домом. На дно Средиземного моря (глубина 62 м) у Вильфранш-сюр-Мер была опущена погружная декомпресионная камера. Находясь в цилиндре, Стенюи дышал кислородно-гелиевой смесью. Остальные участники находились на яхте Линка «Sea Diver». Стенюи пребывал на дне моря 24 часа, став первым в мире акванавтом.
В ходе эксперимента налетевший мистраль утопил лодку Reef Diver, на который находились 15 баллонов с гелием. Также из-за мистраля цилиндр всплыл на поверхность, но Стенюи избежал кессонной болезни, поскольку в цилиндре сохранилось высокое давление. В ночь с 7 на 8 сентября лодка ВМС США доставила дополнительный запас гелия, благодаря чему Стенюи был обеспечен гелием во время декомпресии.
Второй эксперимент Линка «Люди в море» прошёл в июне-июле 1964 года у островов Берри (Багамский архипелаг). Стенюи и Джон Линдберг (сын Чарльза Линдберга, пилота совершившего первый беспосадочный трансатлантический перелёт.) провели в устройстве SPID habitat (Submersible, Portable, Inflatable Dwelling) 49 часов на глубине 131 м (432 фута) где дышали кислородно-гелиевой смесью. В этом эксперименте также участвовал доктор Джозеф Б. Маклнис в качестве специалиста по жизнеобеспечению. К концу декомпресии двух гидронавтов один человек из экипажа яхты и жена Стенюи Анна пострадали от взрыва воздушного баллона. Сам Стенюи страдал от отёков плеч и лодыжек, но в итоге выздоровел.
В 1965 году проект «Люди в море» был взят под контроль новой компанией «Ocean Systems Inc.» Эдвин Линк оставил участие в проекте, но Стенюи остался как исследователь, советник и инженер-разработчик, проводил испытания в декомпрессионных камерах и подводных обиталищах. Стенюи вычислял таблицы декомпресии кислородно-гелиевых смесей для более увеличенных глубин. В 1966 году Ocean Systems открыла контору в Лондоне со Стенюи во главе. В это время он участвовал в работе нефтяных платформ в Северном море, а в свободное время разыскивал погибший испанский галеас «Хирона».
Стенюи также занимался подводной археологией и разыскивал утонувшие корабли вместе с Анри Делюзом, президентом компании COMEX. В 1968 году Стенюи создал группу археологических подводных поисков поздней средневековой эпохи (Groupe de Recherche Archéologique Sous-Marine Post-Médiévale или GRASP). Эта группа нашла 17 торговых кораблей и большое число военных, затонувших в период с XVI по XIX век.
Стенюи также является автором ряда книг по дайвингу и подводной археологии, переведённых на несколько языков. В 1967 году он опубликовал работу по дельфинологии.
Стенюи работал профессиональным водолазом по поискам идентификации затонувших сокровищ, особенно затонувших кораблей, принадлежащих различным Ост-индским компаниям. Он руководил обществом GRASP вместе со своей дочерью археологом Мари-Евой Стенюи.
Умер 9 декабря 2024 года в возрасте 91 года.

## Корабли, найденные Стенюи

### Торговые суда
- Фрегат WENDELA, Cie. Asiatique Danoise, 1737, Fetlar (Шетландские острова)
- Флейт LASTDRAGER, V.O.C., 1653, Yell (Шетландские острова)
- Корабль SLOT TER HOOGE, V.O.C., 1724, Порту-Санту (Мадейра), перевозил золотые и серебряные монет и слитки, найден в 1975 году[3][11][24][27]
- Корабль WITTE LEEUW, V.O.C., 1613, (Остров Святой Елены), перевозил специи и керамику империи Мин, найден в 1977 году[3][28][29]
- Корабль DE BOOT, V.O.C., 1738, южный Девон (Великобритания)
- Корабль WINTERTON, E.E.I.C., 1792, Salary (Мадагаскар)
- Пароход MEÏ-KONG, Messageries Maritimes, 1877, Cap Guardafui (Сомали)
- Нао NUESTRA SEñORA DE LA ASUMPCIÓN Y LAS ANIMAS, Carrera de Indias, 1681 (Панама)

### Военные корабли
- Галеас La Girona, Непобедимая армада, 1588 (Север Ирландии)
- Фрегат ATHÉNIENNE, Королевский британский флот, 1806, Esquerquiz (Средиземное море)
- Куттер SPRIGHTLY, Королевский британский флот, 1777, (Гернси)
- Корабль CURACAO, Admiraliteit Amsterdam, 1729, Unst (Шетландские острова)
- Пинк «Евстафий», Российский императорский флот, 1780, остров Grif Skerry (Шетландские острова)
- Фрегат THETIS, Королевский британский флот, 1830, Кабу-Фриу (Бразилия)
- Нао NOSSA SENHORA DO MONTE DO CARMO, Королевский португальский флот, 1775, Salary (Мадагаскар)

## Награды и знаки отличия
- Docteur honoris causa Ольстерский университет «за вклад в постановку подводной археологии на научную основу».
- Лауреат «Premio Maurizio Sarra» (Рим), 1964.
- Лауреат «Sea-View Award» (Anvers), 1990.
- Лауреат «Reg Vallintine Award» «for historical diving achievements» общества «Historical Diving Society» (Лондон), 2000.
- Лауреат «Premio Artiglio 2005» (Viareggio).
- Член общества «Nautical Archaeology Society» (Лондон).
- Член общества «Institute of Nautical Archaeology» (Texaс).
- Член общества «Commission française d’Histoire Maritime» (Париж).
- Член общества «Club des Explorateurs» (Париж).
- Бывший член общества (упразднено) «Belgian Nautical Research Association».
- Член общества «Historical Diving Society» (Лондон).
- Член общества «Advisory Board» de la «Historical Diving Society» (Санта-Мария, Калифорния, USA).
- Член общества «International Advisory Board» du «Bermuda Underwater Exploration Institute» (Hamilton, Bermuda).

## Книги
- Ces mondes secrets où j’ai plongé (These secret worlds where I dived) — Robert Laffont
- L’or noir sous les flots bleus (The black gold in the blue waters) — Dargaud
- Histoire des pieds lourds (History of heavy feet) — Musée du scaphandre
- Les épaves de l’or (The wrecks of gold) — Gallimard
- Dauphin mon cousin (The dolphin, cousin to man) — Le Livre de poche
- La plongée sous-marine, vacances chez Neptune (Scuba diving, holidays with Neptune) — Dargaud
- Le livre des trésors perdus (The book of lost treasures) — Famot
- Les trésors de l’Armada («Treasures of the Armada») — Albin Michel
  - Рус. пер.: Стенюи Робер. Сокровища Непобедимой Армады / Пер. с франц. М. Беленького. — М.: Мысль, 1979. — 166 с.
- Les jours les plus profonds (The deepest days) — Plon
- L’or à la tonne: l’exploitation des trésors engloutis (The gold per tonne: exploitation of sunken treasure) — Glénat
- La flûte engloutie (The sunken flute) — Plon
- Merveilleux monde souterrain (Caves and the marvellous world beneath us) — Librairie Hachette
- Robert Sténuit: Lumile tainice în care m-am scufundat (Secret worlds in which I dived). Editura Meridiane, Bucharest, 1991